# Roh Shin-yeong
Roh Shin-yeong (kor. 노신영, ur. 28 lutego 1930 w Kangsŏ, zm. 21 października 2019 w Seulu) – południowokoreański polityk, premier Korei Południowej w latach 1985–1987, minister spraw zagranicznych w latach 1980–1982.
Ukończył prawo na uniwersytecie w Seulu, kontynuował studia na uniwersytecie w Kentucky, w Stanach Zjednoczonych. W 1956 roku, po powrocie do Korei Południowej, został zatrudniony Ministerstwie Spraw Zagranicznych. Pracował m.in. jako konsul generalny Korei Południowej w Los Angeles i Delhi (1957–76) oraz ambasador w Indiach (1973–76). W latach 1978–1980 był stałym przedstawicielem Korei Południowej przy ONZ w Genewie, następnie, od czerwca 1980 do lipca 1982, ministrem spraw zagranicznych. W lipcu 1982 roku został szefem służby bezpieczeństwa i wywiadu. W lutym 1985 roku prezydent Chun Doo-hwan mianował go premierem. Funkcję tę pełnił do maja 1987 roku.